# Braquage de jouets

Braquage de jouets est une bande dessinée Disney introduisant les personnages de Donald, Riri, Fifi et Loulou et Rufus Lallumé à Donaldville, créée par William Van Horn en 2000, et parue pour la première fois en France dans Le Journal de Mickey n° 2530.

## Synopsis
En raison d'un vol de jouets de plus en plus fréquent en hiver, Donald Duck et ses neveux décident de mener l'enquête dont le coupable est Rufus Lallumé, un homme dont l'enfance était sans cadeaux...